# Jacques Bouhy
Jacques-Joseph-André Bouhy (Pepinster, 18 juin 1848 - Paris 8e, 29 janvier 1929) est un baryton belge, célèbre pour être le créateur du rôle d'Escamillo dans l'opéra Carmen et notamment de l'air du Toréador.

## Biographie
Bouhy fait ses études au Conservatoire de musique à Liège et ses débuts à l'Opéra de Paris, comme Méphistophélès dans le Faust de Gounod en 1871. Il se produit ensuite à l'Opéra-Comique en tant que Figaro (Les Noces de Figaro) et Escamillo (Carmen) en 1875 ; il y crée également le rôle de Don César de Bazan en 1872. En 1882, il apparaît au Covent Garden chantant dans Faust et Carmen. Il passe quelque temps aux États-Unis, en tant que premier directeur du National Conservatory of Music of America à New York, avant de revenir à Paris pour chanter le grand Prêtre dans Samson et Dalila (1890). Il était extrêmement populaire auprès du public et comptait Massenet parmi ses admirateurs.
En tant que professeur, il a enseigné notamment, Gervase Elwes, Clara Butt, Louise Kirkby Lunn, Suzanne Adams, Bessie Abott, Leon Rains, Eva Gauthier, Lillian Blauvelt et Louise Homer.

## Distinction
- Chevalier de l'ordre de Léopold (8 mai 1896)[3].

## Sources
- Elizabeth Forbes, The New Grove Dictionary of Opera, Londres, 1992, « Bouhy, Jacques »